# Franz Rupp (Pianist)

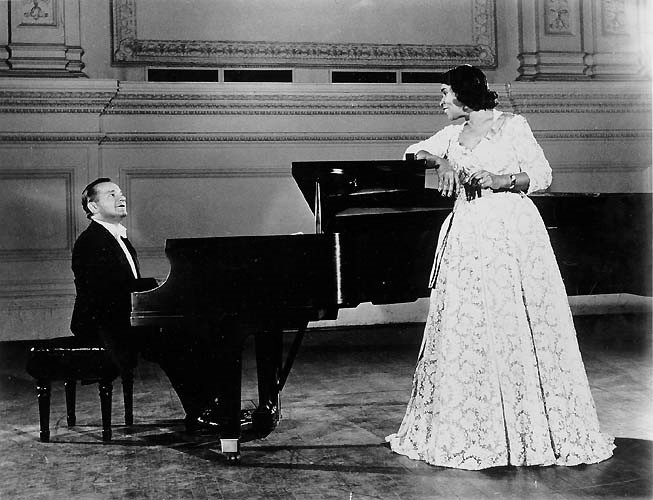
Franz Rupp und Marian Anderson, Carnegie Hall

Franz Rupp (* 24. Februar 1901 in Schongau; † 27. Mai 1992 in New York) war ein deutsch-amerikanischer Pianist.

## Leben
Franz Rupp, Sohn von Ludwig und Lina Rupp (geb. Gartner), wurde von 1916 bis 1922 an der Akademie der Tonkunst in München durch August Schmid-Lindner, Friedrich Klose und Walter Courvoisier ausgebildet. Der Bariton Heinrich Rehkemper, der seine Begabung als Begleiter erkannte, empfahl ihn an Michael Raucheisen. 1920 unternahm Rupp mit dem Geiger Willy Burmester seine erste Tournee durch die USA. Ab 1926 lebte er in Berlin und machte sich in den 1930er Jahren als Konzertbegleiter einen Namen. Im Jahr 1930 heiratete er die in Warschau geborene Opernsängerin Stephanie Schwarz (von dieser existieren drei 1912 aufgenommene Schallplatten für Grammophon). Von 1927 bis 1934 war Rupp der ständige Klavierbegleiter des berühmten Baritons Heinrich Schlusnus, bis er wegen der jüdischen Abstammung seiner Frau Auftrittsverbot in Deutschland erhielt. 1930 bis 1938 arbeitete er mit Fritz Kreisler zusammen, den er 1935 auf seiner Südamerika-Tournee begleitete und der mit ihm 1935/36 in London sämtliche Violinsonaten von Beethoven für die Schallplatte aufnahm.
Darüber hinaus begleitete er Sänger wie Lotte Lehmann, Sigrid Onégin, Maria Stader und Beniamino Gigli. Außerdem trat er als Solist mit verschiedenen deutschen Orchestern sowie mit dem Dirigenten Wilhelm Furtwängler auf. Geschätzt war er auch als Kammermusiker, Organist und Cembalist. So konzertierte er mit dem Geiger Georg Kulenkampff, dem Bratschisten William Primrose und dem Cellisten Emanuel Feuermann.
1938 zog er nach New York und wurde dort 1940 Klavierbegleiter von Marian Anderson. Die außergewöhnliche musikalische Partnerschaft dauerte bis 1965, als Marian Anderson ihren Abschied von der Bühne nahm.
Rupp war seit 1945 auch Dozent am Curtis Institute of Music in Philadelphia.
Eine sehr innige musikalische Partnerschaft verband ihn in den 1970er Jahren mit dem Geiger Takaya Urakawa, den er durch eine besondere Fügung kennenlernte und mit dem er wiederum sämtliche Beethoven Violinsonaten auf Schallplatte einspielte. Diese Aufnahmen sind ebenso wie die Violinsonaten von Johannes Brahms in Japan auf CD erhältlich. Takaya Urakawa ist der einzige Geiger, mit dem Franz Rupp nach Fritz Kreisler dessen Violinstücke in Konzerten und auf Schallplatte spielte.
Sein letzter öffentlicher Auftritt fand als Begleiter der Bratschistin Rivka Golani im Jahr 1985 beim Kammermusikfest in Lockenhaus statt.
Er lebte in Manhattan und starb mit 91 Jahren an Krebs.

## Tonaufnahmen
- Isaac Albeniz, Tango aus der Suite España op. 165, Georg Kulenkampff, Violine, Franz Rupp, Klavier, Telefunken master 19191
- Ludwig van Beethoven, Violinsonaten, Fritz Kreisler, Violine, Franz Rupp, Klavier; HMV D.B 2554-2560, „The Beethoven Violin Sonata Society“, 7 Schallplatten
- Johannes Brahms, Gestillte Sehnsucht und Geistliches Wiegenlied op. 91, Marian Anderson, Alt, William Primrose, Bratsche, Franz Rupp, Klavier; 2-RCA Victor M 882 (78)
- Franz Liszt, Die drei Zigeuner und O komm im Traum, Theodor Scheidl, Bariton, Franz Rupp, Klavier
- Jules Massenet, Élégie, Marian Anderson, Alt, William Primrose, Bratsche, Franz Rupp, Klavier; Victor 10-1122 in M 986 (78)
- Felix Mendelssohn Bartholdy, Sonate Nr. 2 D-Dur für Violoncello und Klavier op. 58, Emanuel Feuermann, Violoncello, Franz Rupp, Klavier
- Sergei Rachmaninoff, In the Silent Night, Marian Anderson, Alt, William Primrose, Bratsche, Franz Rupp, Klavier; Victor 10-1122 in M 986 (78)
- Franz Schubert, Forellenquintett A-Dur D 667, Franz Rupp, Klavier, Wilhelm Stross, Violine, Valentin Hartl, Bratsche, Anton Walter, Cello, Ludwig Jäger, Kontrabass; Telefunken E 2113/15
- Franz Schubert, An die Musik, Heinrich Schlusnus, Bariton, Franz Rupp, Klavier; Polydor 62644
- Franz Schubert, Frühlingstraum und Gretchen am Spinnrade, Hertha Glatz, Alt, Franz Rupp, Klavier; 15247 Victor
- Robert Schumann, Die Lotosblume op. 25 Nr. 7, Franz Völker, Tenor, Franz Rupp, Klavier
- Richard Strauss, Allerseelen op. 10 Nr. 8, Franz Völker, Tenor, Franz Rupp, Klavier
- Richard Strauss, Traum durch die Dämmerung op. 29 Nr. 1  und Freundliche Vision op. 28 Nr. 1, Heinrich Schlusnus, Bariton, Franz Rupp, Klavier; Grammophon 90167